# Пасечник, Иван Петрович
Иван Петрович Пасечник (1910, Харьков — 1988, Москва) — советский геофизик-сейсмолог, лауреат Ленинской премии, доктор физико-математических наук (1966).

## Биография

1948 год

С 1927 по 1930 год обучался в Харьковском ФЗУ связи и электроники, затем год работал слесарем-электриком Харьковского электромашиностроительного завода. В 1931 году поступил в Киевский горно-геологический институт, в 1935 году перевёлся в Днепропетровский горный институт. После его окончания (1937) работал инженером Всесоюзной конторы геофизических разведок Наркомтяжмаша.
С декабря 1937 по январь 1939 года служил в РККА. Затем работал в лаборатории сейсморазведки Института теоретической геофизики АН СССР.
Кандидат физико-математических наук (1951), профессор (1970).

## Достижения
Организатор первых советских экспедиций по развитию новых методов сейсморазведки — КМПВ и ГСЗ. С 1953 года возглавлял работы по регистрации подземных атомных взрывов.
Автор научных исследований по сейсмологии и физике Тунгусского взрыва.
Лауреат Ленинской премии 1958 года за труд «Физические основы дальнего обнаружения ядерных взрывов» (в составе коллектива авторов). 

## Труды
- Пасечник И. П. Характеристики сейсмических волн при ядерных взрывах и землетрясениях. — Москва: Наука, 1970. — 191 с.
- Берзон И. С., Пасечник И. П. Строение Земли по динамическим характеристикам сейсмических волн = Construction of Earth by dynamic characteristics of seismic waves : Исследоване коры и мантии / И. С. Берзон, И. П. Пасечник ; Междувед. геофиз. ком. при Президиуме АН СССР. — Москва: Наука, 1976. — 236 с.

## Родственники
Жена — Инна Соломоновна Берзон, доктор физико-математических наук. Сын — Виктор Иванович Пасечник, доктор физико-математических наук.